# Ампуэро Диас, Рауль
Рауль Гальварино Ампуэро Диас (исп. Raúl Galvarino Ampuero Díaz; 19 декабря 1917, Анкуд — 11 июля 1996, Сантьяго, Чили) — чилийский политический и общественный деятель, социалист, юрист, сенатор Чили (1953—1961 и 1961—1969).

## Биография
В 1934 году стал членом федерации «Социалистическая молодежь Чили». Один из основателей Союза социалистической молодежи Чили. Дважды избрался её генеральным секретарём. Участник Международного конгресса молодежи в 1938 году в Нью-Йорке.
В 1941—1946 годах работал чиновником в Министерстве общественных работ и дорог.
До 1945 года изучал право в Чилийском университете.
В 1946 году он был избран членом ЦК и генеральным секретарем Социалистической партии Чили. Два года спустя Социалистическая партия раскололась из-за Закона № 8987 «о защите демократии», объявившего Коммунистическую партию Чили вне закона — его сторонникам удалось сохранить за собой название СПЧ, а противники основали Народно-социалистическую партию Чили, среди лидеров которой были Сальвадор Альенде и сам Ампуэро.
В 1948—1957 годах — генеральный секретарь Народно-социалистической партии Чили (1948—1952, 1955—1957). В 1956 году участвовал в двух заседаниях Латиноамериканского социалистического консультативного комитета в Монтевидео.
В 1953—1961 и 1961—1969 годах был сенатором. Был представителем Сената в Межпарламентском союзе и Панамериканской региональной группе (1959—1960), занимался вопросом развития отдалённых регионов страны, посещал Чилийскую антарктическую территорию и остров Пасхи.
После воссоединения СПЧ с НСПЧ в 1957 году неоднократно избирался генеральным секретарём Социалистической партии Чили (1961—1967).
По итогам XXI съезда СПЧ был исключён из партии и 12 октября 1967 года был одним из создателей партии Народно-социалистический союз, занявшую левацкие позиции. Она поддерживала кандидатуру Альенде на победоносных для того выборах, но в «Народное единство» не вошла.
После военного переворота (1973) — в эмиграции в Риме (Италия).
Там присоединился к Лиге за права и освобождение народов под председательством итальянского сенатора Лелио Бассо.
В 1975 году стал адъюнкт-профессором латиноамериканской истории на юридическом факультете Университета Сассари, в 1982 году получил должность профессора.
После возвращения из эмиграции в 1989 году — член Социалистической партии Чили, возобновил политическую деятельность.
Умер от продолжительной болезни.

## Избранные труды
- Ampuero Díaz, Raúl (2002), Raúl Ampuero Díaz 1917—1996: el socialismo chileno. Ediciones Tierra Mía, Santiago, Chile.
- Ampuero Díaz, Raúl (1973) Las fuerzas armadas: Chile o el Pentágono. En: Chile hoy. 7 sep.1973. Santiago, Chile.
- Ampuero Díaz, Raúl (1972) Pensamiento teórico y político del partido Socialista de Chile. Quimanrú, Santiago, Chile.
- Ampuero Díaz, Raúl (1971) El pueblo en la defensa nacional. Prensa Latinoamericana, Santiago, Chile.
- Ampuero Díaz, Raúl (1969) La izquierda en punto muerto. Editorial Orbe, Santiago, Chile.
- Ampuero Díaz, Raúl (1948) En defensa del partido y del socialismo. Impr. Victoria, Santiago, Chile.
- Ampuero Díaz, Raúl (1943) Contribución a la reforma de la legislación de accidentes del trabajo, Memoria de Prueba, Licenciatura en Ciencias Jurídicas y Sociales, Universidad de Chile. Santiago, Chile.